# Laurentino
Laurentino là một đô thị thuộc bang Santa Catarina, Brasil. Đô thị này có diện tích 79,506 km², dân số năm 2007 là 5483 người, mật độ 70,5 người/km².